# Infiniti QX80
El Infiniti QX80 es el tope de gama en el segmento de las crossover y SUV.
El Infiniti QX80 ofrece un motor V8 de 5.6 litros que produce una potencia de 400 caballos de fuerza y 413 libras-pie de torque.